# Tvillingkort
Tvillingkort är ett programkort för betal-TV avsett för abonnenter som vill kunna se på betalkanaler på fler än en TV-apparat i hushållet, något som normalt sett bara fungerar om man drar ut sitt enda programkort och sätter in det i den box där man önskar avkoda betal-TV. Namnet tvillingkort användes tidigare av den svenska betal-TV-leverantören Boxer. Dessa kort kallas numer extrakort.
Motsvarande tvillingkort finns även hos Canal Digital, Viasat och Com Hem.